# 韓確
韓確（：／；1400年—1456年），本貫清州，字子柔（자유），號簡易齋（간이재），朝鲜王朝的文臣和政治人，外交官，作家。諡號襄節（양절）。

## 家族
- 祖父：韓寧[2]
- 外祖：金英烈
  - 父：韩永矴
  - 母：義城金氏
    - 姊：麗妃韓氏，大明永樂帝的妃嬪。
    - 妹：恭慎夫人韓桂蘭，宣德帝的女官。
    - 弟：韓碩
    - 弟：韓䂠
    - 妻：南陽府夫人洪氏，洪汝方之女。
      - 子：韓致仁、韓致義、韓致禮
      - 女：旌善郡夫人（次女）、昭惠王后（季女）

### 引用
1. ↑  〈左議政西原府院君諡襄節韓公墓誌銘〉……七年夏。帝遣太監等。賜誥命冠服。公以謝恩使如京師。使還。回至端州之沙河驛旅舍。卒。年五十七。……
2. ↑  〈左議政西原府院君諡襄節韓公墓誌銘〉……祖諱寧。贈兵曹判書。考諱永矴。贈領議政府事。妣金氏。我太宗佐命功臣承寧府事襄昭公英烈之女。內外皆名門大族。……